# Alfred Christlieb Kalischer
Alfred Christlieb Kalischer (* 4. März 1842 in Thorn; † 8. Oktober 1909 in Berlin) war ein deutscher Schriftsteller, Musikkritiker, Redakteur und Musikwissenschaftler.

## Leben
Kalischer war der Sohn des Rabbis Zwi Hirsch Kalischer (1795–1874) aus dessen Ehe mit Henrietta (Gütel) Kalischer geb. Cohn (ca. 1802–1889).
Er studierte in Leipzig Philologie und promovierte 1866. Danach ließ er sich in Berlin nieder und vervollkommnete seine musikalische Bildung bei Constantin Bürgel (Klavier) und C. Böhmer. Er wirkte dann als Privatlehrer für Klavier und Theorie sowie für Latein und Griechisch. Später lehrte er alte Sprachen an der Humboldt-Akademie, einem privaten Institut zur Erwachsenen-Bildung.
Parallel dazu war er 1873/74 Musikredakteur der Neuen Berliner Musikzeitung und schrieb zahlreiche Artikel für die Zeitschriften Der Klavierlehrer, Die Musik, die Monatshefte für Musik-Geschichte und die Sonntagsbeilage der Vossischen Zeitung.
Kalischer ist insbesondere mit Publikationen über Ludwig van Beethoven hervorgetreten, darunter mit der ersten textkritischen Gesamtausgabe von dessen Briefen.

## Werke
- Observationes in poesim romanensem provincialibus in primis respectis scripsit. Dümmler, Berlin 1866
- Was uns in der Religion Noth thut. Ein Weckruf an die Bekenner Jesu und an die Bekenner Mose. Chun, Berlin 1879
- Benedikt von Spinozas Stellung zum Judenthum und Christentum. Als Beitrag zur Lösung der Judenfrage. Habel, Berlin 1884
- Musik und Moral, Hamburg 1888
- Gotthold Ephraim Lessing als Musik-Ästhetiker, Oelmann, Dresden 1889
- Heinrich Heine’s Verhältnis zur Religion. Dresden 1890 (Textarchiv – Internet Archive)
- Die „Unsterbliche Geliebte“ Beethovens. Giulietta Guicciardi oder Therese Brunswick? Richard Bertling, Dresden 1891 (Textarchiv – Internet Archive)
- Spartacus, Berlin: Selbstverlag, 1899
- Neue Beethovenbriefe. Schuster & Loeffler, Berlin / Leipzig 1902 (archive.org)
- Ein Kopierbuch der Simrock’schen Musikhandlung in Bonn vom Jahre 1797. In: Zeitschrift der Internationalen Musikgesellschaft, Jg. 4 (1902/03), S. 531–542
- Immanuel Kants Staatsphilosophie. O. Weber, Leipzig 1904
- Wagneriana. Zwei Dialoge und zwei Abhandlungen über Richard Wagners Schriften und Dichtungen. Berlin 1904
- Ein Konversationsheft von Ludwig van Beethoven: Zum ersten Male vollständig mitgeteilt und erläutert. In: Die Musik, Jg. 5.1 (1905/1906), Heft 4, S. 238–249 (Textarchiv – Internet Archive), Heft 5, S. 307–318 (Textarchiv – Internet Archive), Heft 6, S. 404–412, Heft 8, S. 100–108
- Beethovens sämtliche Briefe, kritische Ausgabe mit Erläuterungen von Alfred Christlieb Kalischer
  - Band 1, Berlin / Leipzig 1906 (Digitalisat)
  - Band 2, Berlin / Leipzig 1907 (Textarchiv – Internet Archive)
  - Band 3 archive.org
  - Band 4 archive.org
  - Band 5 archive.org
- Beethoven und seine Zeitgenossen
  - Band 1, Beethoven und Berlin. Schuster & Löffler, Berlin / Leipzig 1908 (Textarchiv – Internet Archive)
  - Band 2, Beethovens Frauenkreis. Erster Teil. Schuster & Löffler, Berlin / Leipzig 1909
  - Band 3, Beethovens Frauenkreis. Zweiter Teil. Schuster & Löffler, Berlin / Leipzig 1910
  - Band 4, Beethoven und Wien. Schuster & Löffler, Berlin / Leipzig 1910 (Textarchiv – Internet Archive)